# السفارة السعودية في اليونان
سفارة المملكة العربية السعودية في اليونان، هي بعثة دبلوماسية سعودية تقع في العاصمة اليونانية أثينا ويترأس البعثة سفير خادم الحرمين الشريفين سعد بن عبد الرحمن العمار.

## وصلات خارجية
- موقع سفارة المملكة العربية السعودية السعودية في سويسرا
- (بالعربية) وزارة الخارجية السعودية
- (بالإنجليزية) Ministry of Foreign Affairs of Kingdom of Saudi Arabia